# Sabkhat El Makta
Sabkhat El Makta o sabkha d'El Makta (àrab: سبخة المقطع, sabẖat al-Maqṭaʿ) és una llacuna salada de Tunísia i Líbia. La part de Tunísia està situada a la governació de Médenine, delegació de Ben Guerdane de la que forma el seu límit oriental. És llarga (23 km de nord a sud) i l'amplada varia entre els 10 km de la part sud i els 2 km de la part nord. La meitat occidental pertany a Tunísia i l'oriental a Líbia. Té una superfície de 120 km². La ciutat principal a la seva rodalia es El Assa a la part oriental, en territori de Líbia, i Sidi Toui, al sud-oest, en territori de Tunísia.